# Маха
Ма̀хо (на испански: majo, м. р.), ма̀ха (на испански: maja, ж. р.), също маноло и манола, са испански граждани от простолюдието през XVIII—XIX в., отличаващи се с изтънченото си облекло и чувство за стил както в облеклото, така и маниерите, но и с дръзкото си поведение.
Били са любим обект за рисуване на Франсиско Гоя.

## Социално положение
Majos и техните приятелки majas са представители на по-ниските слоеве на обществото. Идват от средите на обеднели провинциалисти, жители мадридските предградия.
Предизвикателно облечените majos „гледали отвисоко“ не само на своите съседи, но и с целите си вид и маниери на поведение подчертавали своето най-дълбоко презрение към мадридското общество като цяло. Обичайна картина било, гордеейки се с начина си на обличане, надменният махо с важен вид да крачи насред улицата, загърнат в дълъг плащ и предизвикателно да пуши голяма черна пура.
Техните жени, махите, също се отличавали сред тълпата с облеклото, с начина си на поведение и с чувството си за собствено достойнство. Маха е популярна фигура, образът на която, зароден в Андалусия, с течение на времето започва да се възприема като квинтесенция на испанката изобщо. В нея се съчетават романтизъм, живописност, а също силен националистичен компонент, благодарение на който даденият стил на обличане намира адепти във всички слоеве на обществото.